# Fulleren
Fulleren (en alsacià Fíllere) és un municipi francès, situat a la regió del Gran Est, al departament de l'Alt Rin. L'any 2004 tenia 340 habitants.

## Demografia
| 1962 | 1968 | 1975 | 1982 | 1990 | 1999 |
| ---- | ---- | ---- | ---- | ---- | ---- |
| 246  | 259  | 244  | 285  | 290  | 331  |

## Administració
| Període   | Identitat            | Partit |
| --------- | -------------------- | ------ |
| 1989-2001 | Bernard Mieschberger |        |
| 2001-     | Gérard Hislen        |        |